# Фридрих II фон Пирмонт-Еренбург
Фридрих II фон Пирмонт-Еренбург (на немски: Friedrich II, Herr zu Pyrmont, Loesnich, Ehrenburg; † 11 декември 1491) е господар на Пирмонт в Айфел, Льозних и Еренбург между Долен Мозел и Среден Рейн.
Той е син на известния рицар Куно фон Пирмонт-Еренбург IX († сл. 8 февруари 1447) и съпругата му Маргарета фон Шьоненберг († 29 юни 1439), дъщеря на Йохан III фон Шьоненберг († 1382) и Агнес фон Еренберг († 1410). Внук е на Хайнрих IV фон Пирмонт († 1406) и Катарина фон Гронсфелд († 1380). Баща му наследява господството Еренберг и от 1426 г. се нарича „Господар фон Пирмонт и фон Еренберг“.
Братята му са Куно, Хайнрих V († сл. 1487), женен на 29 септември 1446 г. за Елизабет фон Зомбрефе († 1469), Йохан III фон Пирмонт († сл. 1485), женен за Елза Бооз фон Валдек († сл. 1445). Той има и три сестри. През 1441 г. господствата са поделени между братята. Те и наследниците им се наричат „фон Пирмонт и фон Еренберг“.

## Фамилия
Фридрих II фон Пирмонт-Еренбург се жени на 19 май 1441 г. за Катарина фон Елтц († сл. 1493), дъщеря на Йохан (Ханс) фон Елтц, фогт на Рюбенах († 1480) и Агнес фон Коберн († 1468/1469). Те имат една дъщеря:
- Агнес фон Пирмонт († пр. 22 март 1490), омъжена между 1 февруари и 27 март 1468 г. за фогт Йохан III фон Хунолщайн († 4 май 1516)